# Micropterix aureoviridella
Micropterix aureoviridella  es una especie de lepidópteros de la familia Micropterigidae. Miden entre 3,4 y 4,7 mm.

## Distribución geográfica
Habita en la zona de los Alpes y en la península balcánica, en un rango de altitud de 900 a 2000 metros.